# Parafia św. Jerzego w Kętrzynie
Parafia św. Jerzego w Kętrzynie – rzymskokatolicka parafia w Kętrzynie, należąca do dekanatu Kętrzyn archidiecezji warmińskiej.
Pierwotnie utworzona w XIV wieku. Zniesiona w czasie reformacji. Utworzona ponownie 1 czerwca 1954 roku. Kościół parafialny jest budowlą gotycką wybudowaną w XVI wieku. Mieści się przy ulicy Zamkowej.